# Latido urbano
Latido urbano è un singolo del DJ spagnolo Tony Aguilar, pubblicato il 14 novembre 2003 come unico estratto dall'album Tony Aguilar y Amigos.

## Descrizione
Il brano è stato realizzato in collaborazione con diversi artisti, con la partecipazione straordinaria del cantautore italiano Tiziano Ferro.
L'intero ricavo della vendita del singolo è stato destinato ai reparti ospedalieri di oncologia infantile.

## Tracce
1. Latido urbano (Tony Aguilar y Amigos feat. Tiziano Ferro) – 3:34

## Formazione
- Tony Aguilar
- El Canto del Loco
- Carlos Baute
- Belén Arjona
- Nika
- Junior
- Sam y Jorge
- Tiziano Ferro
- Piercing
- David Civera
- Efecto Mariposa
- Tony Santos
- Natalia
- Chenoa
- Pablo Puyol
- Los Caños
- Andy & Lucas
- Outlandish
- Austin
- Miguel Ángel Muñoz
- Bellepop